# Gu'an
Gu'an är ett härad som lyder under Langfangs stad på prefekturnivå i Hebei-provinsen i norra Kina. Det ligger omkring 50 kilometer söder om huvudstaden Peking. 
Gu'an delas in i:
- 固安镇
- 宫村镇
- 柳泉镇 (固安县)
- 牛驼镇
- 马庄镇
- 东湾乡
- 彭村乡
- 渠沟乡
- 礼让店乡
- 固安温泉休闲商务产业园区